# Болото Епідемій
Боло́то Епідемій (лат. Palus Epidemiarum) — маленьке місячне море, розташоване в південно-західній частині видимої сторони Місяця, знаходиться на північний захід від Моря Хмар і на південний схід — від Моря вологості. Селенографічні координати 32°00′ пн. ш. 28°12′ сх. д. / 32.0° пн. ш. 28.2° сх. д., діаметр близько 180 км.
За даними альтиметричних вимірів, зроблених космічним апаратом «Клементіна», глибина західної та східної частини «Боло́та Епідемій» має різницю в 2 кілометри.
На заході «Болота Епідемій» пролягає мережа борозен, так званих «борозни Рамсден». Найбільш широка з них борозна Гесіода простягається від центру до північно-східного краю на 300 кілометрів. З півдня від центру розмістився кратер Капуана, на західному краю — кратер Рамсден, на східному краю — кратер Чекко д'Асколі.